# Guineu voladora de l'illa Truk
La guineu voladora de l'illa Truk (Pteropus insularis) és una espècie de ratpenat de la família dels pteropòdids. És endèmica dels Estats Federats de Micronèsia. El seu hàbitat natural són els boscos, on s'alimenta de les flors del cocoter. Està greument amenaçada per la caça furtiva i la destrucció d'hàbitat.